# Currywurst

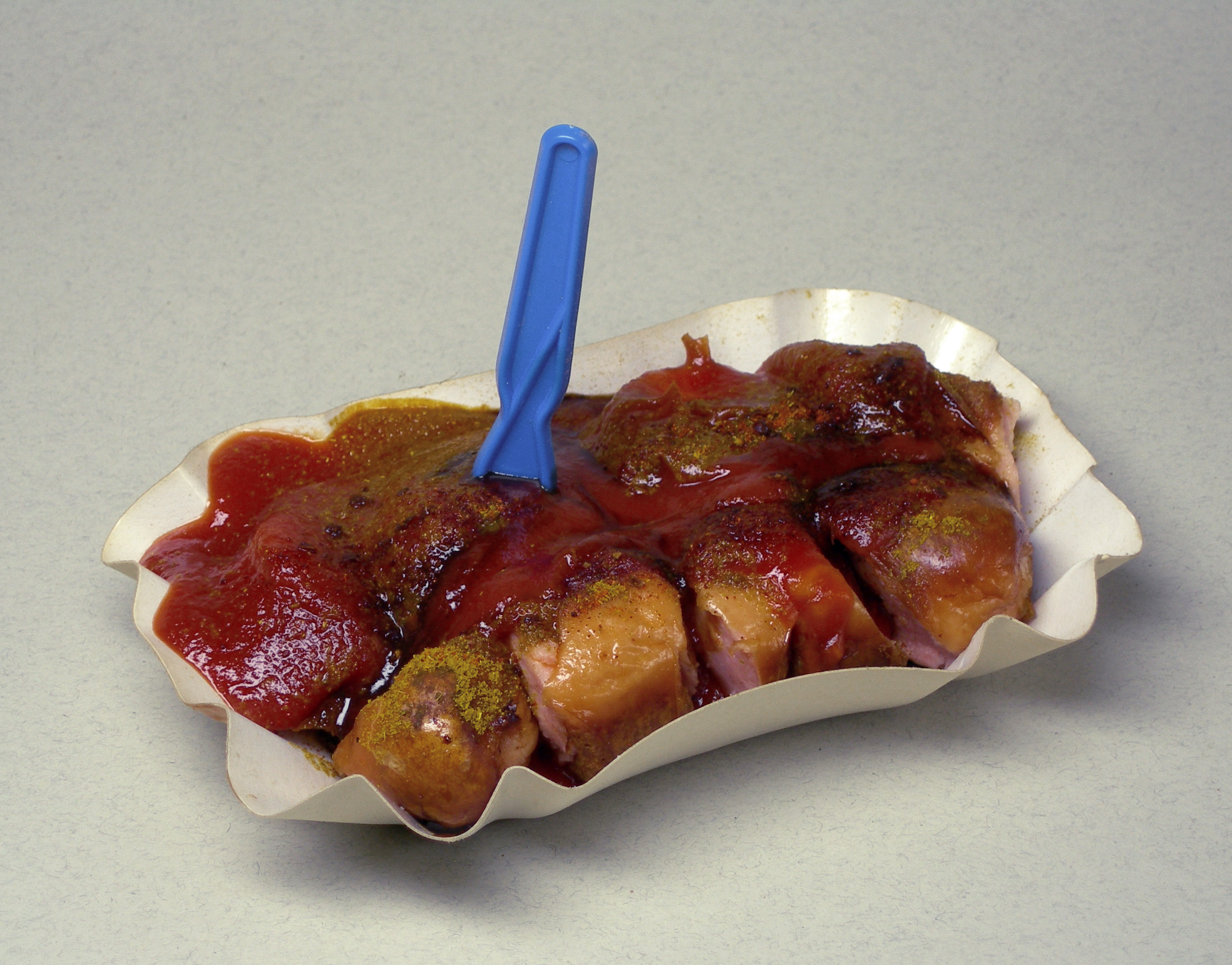
Currywurst

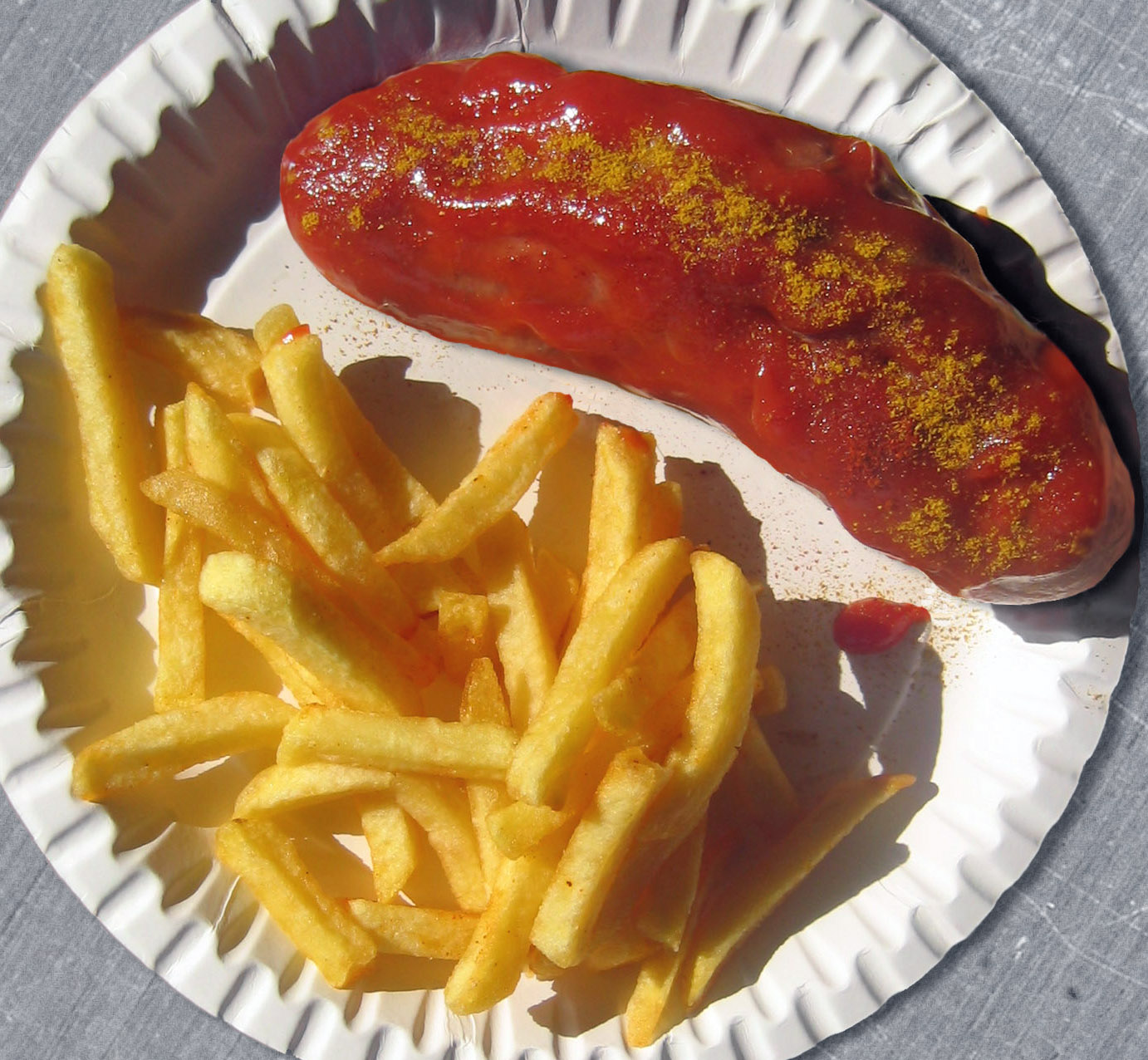
Currywurst com batatas

Currywurst é um prato de fast-food alemão. Ele consiste basicamente em salsicha de porco cortada e temperada com ketchup ao curry. O currywurst surgiu após a Segunda Guerra Mundial, em 1949, quando Herta Heuwer temperou salsicha de porco grelhada com ketchup e pó de curry, tendo obtido este último com soldados ingleses. Em um cenário de destruição e privação resultante da guerra, ela iniciou a venda dessa barata "comida de rua", que com o tempo ganhou o paladar alemão. Tradicionalmente, o currywurst pode ser servido com batatas fritas ou com pão (até certo ponto parecido com o pão francês consumido no Brasil). A combinação da salsicha com o curry e o ketchup é muito popular na Alemanha, sendo esse um alimento de rua e também uma refeição caseira. O prato é servido normalmente em um recipiente de papel, poliestireno ou plástico, sendo consumido com um pequeno garfo de madeira ou de plástico.